# Kizaru
奥列格·维克托罗维奇·涅奇波连科（羅馬化：Oleg Viktorovich Nechiporenko；1989年5月21日—），藝名基扎魯（英語：kizaru），俄罗斯嘻哈歌手。来自圣彼得堡，目前住在巴塞罗那。是“闹鬼家庭”团体的创始人及成員。

## 爭議
2014年，基扎魯因買賣毒品在聖彼得堡被捕後移居西班牙巴塞隆納。他曾被國際刑警組織通緝，但他的個人資料早已從該組織的網站上刪除。他於2016年初入獄，共服刑三個半月。截至2022年5月，他仍在俄羅斯聯邦的通緝名單上，且被禁止進入俄羅斯領土。
2021年11月14日，基扎魯在德國被國際刑警組織拘捕，在四個月后獲釋。